# 权力的游戏 (第一季)
《權力遊戲》是個美國奇幻劇情電視劇系列，其首季於2011年4月17日在HBO上首播，該季共10集，每集約55分鐘，直至2011年6月19日结束。該系列劇集改編自佐治·馬丁的小說《冰與火之歌》中的首部作品—，並由大衛·貝尼奧夫及D·B·魏斯改編為電視劇集。HBO於2008年11月下令作電視試播，並於翌年開始拍攝。然而它被認為不盡人意，後來因角色被易角而需重新拍攝。2010年3月，HBO落實了拍攝第一季劇集，並於2010年7月開始拍攝，主要在北愛爾蘭的貝爾法斯特取景，並在馬耳他進行其他拍攝。
故事發生在一個稱為維斯特洛的虛構世界中，其中一個故事情節發生在其東部另一大陸厄斯索斯上。劇情就如小說所述，這個季度最初集中於貴族艾德·史塔克的家庭，他被要求成為其國王兼長期朋友羅伯特·巴拉森的國王之手（首席顧問）。艾德必須找出殺死前任首席顧問喬恩·阿林的人，並試圖保護自己的家人免受他們的敵對家族—蘭尼斯特的侵害。他發現到前任為揭露蘭尼斯特家族的黑暗秘密而死的事；同時在厄斯索斯，被流亡的前國王之子韋賽里斯·坦格利安（Viserys Targaryen）與他的姊妹丹妮莉絲一起尋求幫助，以試圖奪回他認為自己應得的鐵王座。
《權力遊戲》擁有大型的演員團隊，包括了辛·般、馬克·艾迪、彼特·丁拉基、蓮娜·赫迪、尼古拉·高斯達-華竇、蜜雪兒·費爾利及伊恩·格雷。一些新演員獲選為一些角色的年輕版，例如艾美莉·克拉克、傑·夏寧頓、蘇菲·特納和梅西·威廉斯。
劇評們稱讚該劇的生產價值和演員列表。丁拉基對提利昂·蘭尼斯特的演譯獲得具體的讚譽，辛·般和克拉克也獲獎，以及拉敏·賈瓦帝獲得音樂獎項。第一季劇集贏得《艾美獎》13項提名中的兩項：「劇情類最佳男配角（丁拉基）」及「傑出的主題設計」。它也被提名為「傑出劇集系列」。
在整個季度中，美國收視率增長了約33％，於大結局的收視更從220萬人次增加至300萬以上。

## 集數
| 總集數 | 集數 （季） | 標題                                                     | 導演          | 編劇                                                                        | 首播日期      | 美國收視人數 （百萬） |
| ------ | ----------- | -------------------------------------------------------- | ------------- | --------------------------------------------------------------------------- | ------------- | --------------------- |
| 1      | 1           | 凜冬將至 Winter Is Coming                                | 提姆·范·帕顿  | 大衛·貝尼奥夫 & D·B·魏斯                                                    | 2011年4月17日 | 2.22                  |
| 2      | 2           | 國王大道 The Kingsroad                                   | 提姆·范·帕顿  | 大衛·貝尼奥夫 & D·B·魏斯                                                    | 2011年4月24日 | 2.20                  |
| 3      | 3           | 雪诺大人 Lord Snow                                       | 布莱恩·寇克   | 大衛·貝尼奥夫 & D·B·魏斯                                                    | 2011年5月1日  | 2.44                  |
| 4      | 4           | 跛子、私生子和废物 Cripples, Bastards, and Broken Things | 布莱恩·寇克   | 布莱恩·克格曼                                                               | 2011年5月8日  | 2.45                  |
| 5      | 5           | 狮狼之争 The Wolf and the Lion                           | 布莱恩·寇克   | 大衛·貝尼奥夫 & D·B·魏斯                                                    | 2011年5月15日 | 2.58                  |
| 6      | 6           | 黄金宝冠 A Golden Crown                                  | 丹尼爾·米納漢 | 故事：大衛·貝尼奥夫 & D·B·魏斯 劇本：珍·伊斯潘森 & 大衛·貝尼奥夫 & D·B·魏斯 | 2011年5月22日 | 2.44                  |
| 7      | 7           | 成王败寇 You Win or You Die                              | 丹尼爾·米納漢 | 大衛·貝尼奥夫 & D·B·魏斯                                                    | 2011年5月29日 | 2.40                  |
| 8      | 8           | 剑之尖端 The Pointy End                                  | 丹尼爾·米納漢 | 喬治·R·R·馬丁                                                               | 2011年6月5日  | 2.72                  |
| 9      | 9           | 贝勒圣堂 Baelor                                          | 亞倫·泰勒     | 大衛·貝尼奥夫 & D·B·魏斯                                                    | 2011年6月12日 | 2.66                  |
| 10     | 10          | 血火同源 Fire and Blood                                  | 亞倫·泰勒     | 大衛·貝尼奥夫 & D·B·魏斯                                                    | 2011年6月19日 | 3.04                  |